# 栗衣みい
栗衣 みい（くりい みい、1998年9月6日 - ）は、日本のAV女優。Bstar所属。

## 略歴
2017年7月、アリスJAPANの専属女優としてデビューしたロリ系のAV女優。
同年12月13日の公式ツイッターで、年内での引退を発表（その後ツイッターは削除）。
2018年よりAV女優としての活動を再開。
2019年4月10日に「琴音るい（ことね るい）」として新たにツイッターを開始。所属事務所をマインズに移し改名したことを報告するも、程なくアカウントを削除。

## 人物
北海道出身。
趣味・特技はメイド喫茶、歌。
初体験は高校1年の時で、デビュー前の経験人数は初体験の時の1人だけ。
元々アイドルが好きで、高校生の時にあるアイドルに似た女優のAVを見たことをきっかけにAVに興味がわき集めるようになり、強いAVへの興味と若い時にしかできない思い出作りがしたくてAV女優となった。

## 出演作品

### アダルトDVD
2017年
- Cutie（7月13日、アリスJAPAN）

- CLIMAX 美少女の体液だだ漏れ連続イカセ（8月13日、アリスJAPAN）

- 学校でしたいな♥（9月13日、アリスJAPAN）

- 涙目美少女メイ奴隷（10月13日、アリスJAPAN）

- みいはぶっといのがお好き（11月13日、アリスJAPAN）

- みいの乳首をひたすらイヂリ続けSEX（12月13日、アリスJAPAN）

2018年
- 栗衣みい デビュー作からのセックスすべて見せます（2月13日、アリスJAPAN）※ベスト版
- 撮影現場で下っ端ADのボクを隠れて誘惑し「バレないから大丈夫!」とエスカレートする小悪魔痴女アイドル（6月1日、DOC）※「みい」名義
- 男に弄ばれたいと願う従順女子●生 〜とびきり可愛い美少女に生中出し（6月22日、宇宙企画）
- 顔出し!女子大生限定 ザ・マジックミラー リアル友達関係の男女の素人大学生が生まれて初めての素股に挑戦! 2 2人っきりの密室でクリトリスとチ○ポを擦り合わせると友情の壁を超え我慢できずにヌルッと挿入してしまうのか!? in池袋（7月7日、ディープス）※「ゆり」名義
- 秘所を潤ませた徘徊美少女 「私、今日も親の目の届かないおじさんの部屋で、ヤラレまくってます…。」（7月25日、オーロラプロジェクト・アネックス）
- 想像できない誰にも見せられない 有名私立女子●生の本性丸出しナマ交尾 02（7月27日、BAZOOKA）※「みい」名義
- 眠り姫 イッたら必ず失神してしまう特異体質の少女（8月3日、h.m.p）
- 舐められざかり 無垢がゆえに過敏なカラダを延々と舐め犯す 下卑た汚舌（8月3日、ドリームチケット）
- おしゃぶり大好き いつでも即尺 どこでも即ハメ なまなかだしご奉仕メイド（8月10日、宇宙企画）
- 街角シロウトナンパ vol.20 お金の為だと割り切って友達同士でSEXしてください!（8月10日、プレステージ）※「ももえ」名義
- 120%リアルガチ軟派伝説 vol.63 in 水戸（8月17日、プレステージ）
- 卒業式直後の名門校美少女メモリアル 制服コレクション 最後の制服姿でとびきり恥ずかしい大人のHゲームしてみませんか? 3分前まで女子●生の純白パンティ堪能しまくって思春期ワレメにぬぷぬぷ抜き差し! 禁断の本中出しまでしちゃいました!（8月24日、赤面女子）※「みい」名義
- 全員10代!しかも30kg台の華奢ボディ限定! 媚薬性感マッサージで完全発情させた激スリム美少女をイッてもイッても追撃ピストン! ぶっ壊れたマ●コが初めてのおもらし絶頂体験!しちゃいました。（8月25日、ナンパJAPAN）※「みなみ」名義
- 彼女が制服に着替えたら。（9月7日、プレステージ）※「みい」名義
- 円女交際 即イキミニマムドM生徒 撮影oKガチ円光親父独占不買娘（9月7日、パコパコ団とゆかいな仲間たち）
- ガチナンパ! 池袋産直! イキッぱ素人女子にお構いなしに止めない奥突きピストン! 18射精で金玉すっからかん…（9月15日、ピーターズ）
- 働く新卒社会人と性交。 VOL.009（11月23日、BAZOOKA）

2019年
- 放課後女子●生 無断種付撮影会 500分（1月25日、宇宙企画）
- ナンパ連れ込みSEX隠し撮り・そのまま勝手にAV発売。する別格イケメン Vol.16（2月7日、綜実社）※「まゆ」名義
- 20コ以上離れた辺りからまたよくなる（2月8日、バルタン）
- ピンサロフェラ 〜竿ローリング手コキを交えたイカせるためのフェラ、それがピンサロフェラ〜（3月1日、SEX Agent）
- イラマチオじゃない腰振りフェラチオ 8 〜より身勝手に!より自分本位に！くちマ●コ人形を征服せよ!〜（3月1日、SEX Agent）
- マジックミラー号 女子○生たちが新作リップのモニターではじめてのベロチュウ体験! 大人の濃厚キスでトロトロになったウブカワマ○コにビターなデカチンザーメンをプレゼント!（3月7日、SODクリエイト）※「さくら」名義
- おっぱいの大きな保育士の皆さん! 童貞くんにピンクの乳首をチューチュー吸わせてもらえませんか? 母性溢れる授乳手コキでガチ勃起したち●ぽをそのまま聖母のお股にぬぷっっ! 素人子宮に童貞ザーメン生中出し!（4月12日、赤面女子）
- クリトリスの形までハッキリわかる! ノーモザイク連続絶頂パンツ越しオナニー（4月25日、アイエナジー）
- しゃぶり009 セックス後のやる気がないフニャちんをお掃除フェラで優しく舐めまわし2度ヌキする9人の天使たち（5月7日、パコパコ団とゆかいな仲間たち）
- 常に乳首責めメンズエステ 3（5月23日、アイエナジー）
- マジックミラー号 女子○生限定 初めての拘束おもちゃ体験! 電マを股間に当てたりバイブを挿入した状態で「3分間ピッタリを測るゲーム」に挑戦してくれた、清楚系女子○生10名 全力でゲームに取り組むあまり思春期女子○生のおまたは大洪水 大人ち○ぽでイキまくりスペシャル!（6月20日、SODクリエイト）※「りこ」名義
- 夏休み日焼け美少女公衆トイレレイプ（7月26日、I.B.WORKS）
- 旅館に棲むいいなり姉妹と性交（8月15日、グローリークエスト）※「みい」名義
- 「挿れて」みたくてお股がヒクヒク!女の淫汁でチ○ポはヌチョヌチョ! 女子校生にオヤジチ○ポを素股してもらったらこんなヤラしい事になりました。 5（9月12日、アイエナジー）
- 終電泥酔娘 中出し電車痴漢（10月7日、アパッチ）
- 毎朝見かけるニーハイ太ももパンチラ女子○生が可愛くてチ○ポ硬くしてたら、「おにいさんのスケベ。」とほっぺを膨らませて怒り顔。でもすぐにウルウルした目で僕を見つめてくる、ツンフワ小悪魔だった。 9（10月10日、SWITCH）

### アダルトVR
2018年
- セクシーメイドが淫語とマ●コでオナニーサーポート♥ 私の生オナホにいっぱい中出しして下さい（6月22日、宇宙企画VR）
- カラオケBOXで密室SEX 部活帰りで汗香り「汗かいてるって…やめてよ…」と言いつつマ●コはビショ濡れ 照れながら「このオチ●チン大好き」と喘ぎ 「声我慢できないぃぃぃ!」とマイク越しに淫音が響き「しゅきぃしゅきぃ」 ビクビク痙攣中出し（7月7日、ブイワンVR）
- 選べる3DVR モテキ到来!今日はどの女子●生とオナフェラセックスしちゃう?（8月20日、宇宙企画VR）
- 新入社員研修合宿で声ガマン性交… でもお寺で座禅中に生はマズくない?（8月27日、ワープエンタテインメント）
- パンティ喰い込みパフォーマンス エアキス エアフェラ 超密着マッサージ スレンダー制服美少女がオナニー完全サポート 見学リフレ体験VR（10月25日、E-BODY）

2019年
- エッチなお世話もしてくれるロリっ子家政婦（2月8日、CASANOVA）
- カラオケBOX声我慢SEX 【続編/また逢えたねっ!】 聞こえたらマズイ! 気持ち良すぎて声が漏れちゃう!? マイクで響く淫音に感度はマシマシ 「だめぇ…声我慢できないっ…声でちゃぅぅぅ!」（5月18日、ブイワンVR）
- 最低最悪凌辱レ●プ 増量版 〜俺のせいで妹は目の前で壊されていった〜（6月7日、ブイワンVR）
- 目の前で赤くほてったイキ顔ドアップVRバックから挿入されて腰振りSEXで突かれながら連続絶頂のイキ顔をカメラの前でドアップ収録（9月4日、ROOKIE VR）

### イメージDVD
- Mii 初恋アイスクリーム（2017年8月3日、REbecca）
- Aphrodite（2017年11月17日、ファインピクチャーズ）

### デジタル写真集
- Aphrodite（2018年2月17日、ファインピクチャーズ）

## テレビ
- ビ〜チ9（2017年8月、テレビ埼玉） - マンスリーゲスト
- 阿部乃ちゃんねる（2017年11月3日、エンタ!959）

## 雑誌
- 週刊プレイボーイ 2017年8月14日号（集英社） - グラビア「純情ビ×チ。」
- 週刊実話 2017年10月12日号（日本ジャーナル出版） - グラビア「無毛痴態」
- フォトテクニックデジタル 2017年12月号（玄光社） - グラビア「more than NUDE」
- 月刊DMM 2018年1月号（ジーオーティー） - インタビュー
- 週刊大衆 2018年1月22日号（双葉社） - 袋とじ「人気AV女優カラー写真名鑑」

## リンク
- 栗衣みい特設[リンク切れ] - アリスJAPAN公式サイト